# خيسوس ألفارو (لاعب كرة قدم)
خيسوس ألفارو (بالإسبانية: Jesús Alfaro)‏ (1968 في المكسيك - ) هو لاعب كرة قدم مكسيكي في مركز حراسة المرمى. لعب مع نادي باتشوكا ونادي تولوكا ونادي تيكوس ونادي كوريكامينوس ‏.